# Australoecia abyssophilia
Australoecia abyssophilia is een mosselkreeftjessoort uit de familie van de Pontocyprididae. De wetenschappelijke naam van de soort is voor het eerst geldig gepubliceerd in 1969 door Maddocks.